# Peucaea sumichrasti
El chingolo colicanela (Peucaea sumichrasti) es una especie de ave paseriforme de la familia Passerellidae endémica del sur del istmo de Tehuantepec, en México.
Es un pájaro que mide de 15,5 a 16,5 cm. Es similar en apariencia a los otros gorriones del género Aimophila, pero se diferencia por la presencia de dos rayas cortas a cada lado del pico (bigoteras y listas malares). el pico es negro (mandíbula superior) y claro (mandíbula inferior) y la cola es de color café claro.
Se distribuye en la zona baja y mediana de la vertiente pacífica del Istmo de Tehuantepec. Se le localiza desde el río Tehuantepec, en Oaxaca, hacia el oeste de Chiapas, con una predominancia en hábitat de matorral bajo y bosques espinosos subimberbes.
Está considerada como una especie medianamente amenazada por la Unión Internacional para la Conservación de la Naturaleza. El gobierno de México, a través de la Norma Oficial Mexicana NOM-ECOL 059 (2001), la cataloga como una especie en peligro por su hábitat relativamente restringido.